# Яс-Надькун-Сольнок (комитат)
Яс-Надькун-Сольнок (венг. Jász-Nagykun-Szolnok) — комитат в центральной части Венгерского королевства. В настоящее время эта область входит в состав медье Яс-Надькун-Сольнок Венгерской республики. Территория бывшего комитата немного меньше территории современного медье, которое включает также некоторые земли соседних комитатов. Административным центром комитата был город Сольнок.

## География
Яс-Надькун-Сольнок лежал в центре Среднедунайской равнины, в наиболее засушливой части Альфёльда. Центральную часть комитата пересекала река Тиса, юго-восточную границу образовывал её левый приток Кёрёш. В северо-западной части области протекала река Задьва. Площадь комитата составляла 5 251 км² (по состоянию на 1910 г.). Яс-Надькун-Сольнок граничил со следующими комитатами Венгрии: Пешт-Пилиш-Шольт-Кишкун, Хевеш, Хайду, Бекеш и Чонград.
Яс-Надькун-Сольнок являлся в экономическом отношении аграрным комитатом. Наибольшее значение здесь имело возделывание твёрдых сортов зерновых культур, а также кукурузы и сахарной свёклы. В северо-западной части комитата (район Языгии), в основном, развивалось молочное животноводство. Из отраслей промышленности в Яс-Надькун-Сольноке некоторое значение имела лишь переработка пшеницы и сахарной свёклы.

## История

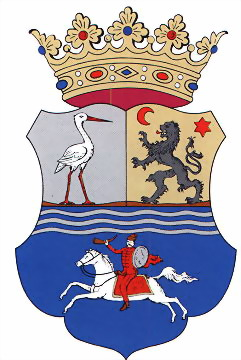
Герб комитата Яс-Надькун-Сольнок

Комитат Яс-Надькун-Сольнок был образован достаточно поздно: в 1876 г. В его состав были включены имеющие ранее особый статус земли Языгии (Ясшаг), населённые потомками аланских переселенцев-ясов, и Надькуншаг (Большая Кумания), жители которого вели своё происхождение от половцев, заселивших этот регион в XII веке. После Первой мировой войны Яс-Надькун-Сольнок остался в составе Венгерской республики. На его основе было образовано одноимённое медье. Границы медье Яс-Надькун-Сольнок в 1950 г. были несколько изменены: область вокруг города Деваванья отошла медье Бекеш, а территория на левом берегу Тисы с городом Тисафюред, ранее входившая в состав комитата Хевеш, была переда Яс-Надькун-Сольноку.

## Население
Согласно переписи 1910 г. на территории комитата Яс-Надькун-Сольнок проживало около 374 000 жителей, подавляющее большинство (99 %) которых являлись венграми (включая мадьяризированных потомков языгов и половцев). Господствующий религией населения был католицизм, который исповедовали более 56 % жителей, второй по количеству прихожан церковью являлась кальвинистская Реформатская церковь Венгрии (более 39 %). Евреи составляли около 3 % населения.

## Административное деление

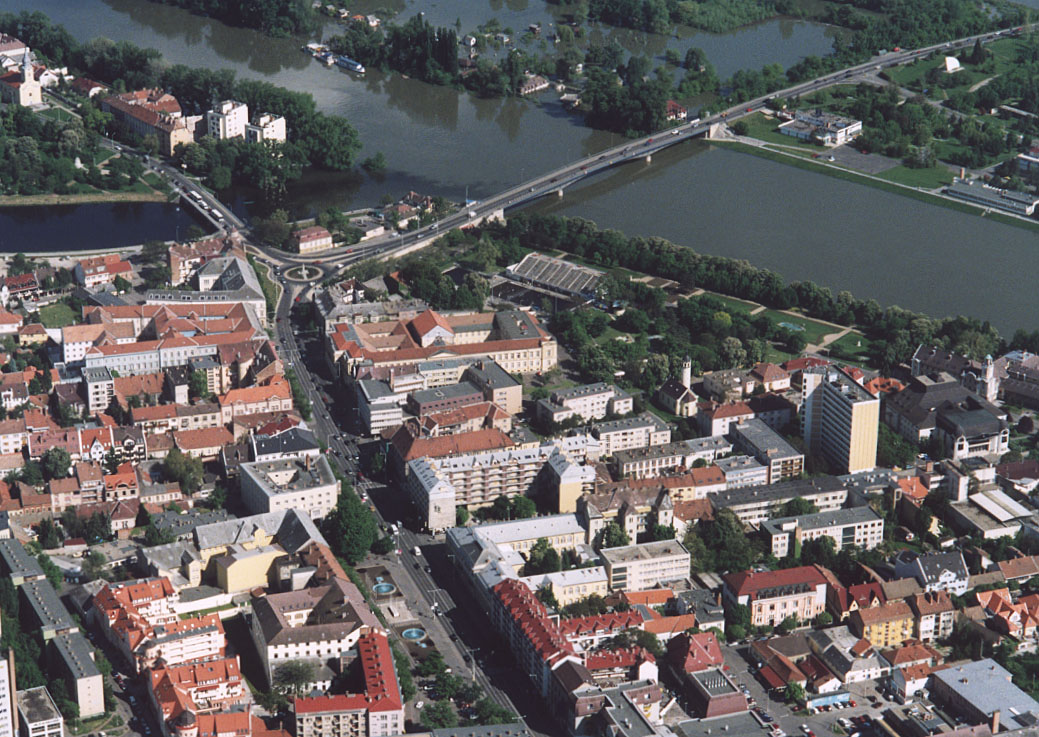
Вид на Сольнок, 2006 г.

В начале XX века в состав комитата входили следующие округа:
| Округа         | Округа          |
| Округ          | Адм. центр      |
| -------------- | --------------- |
| Тиса-альшо     | Тисафёльдвар    |
| Тиса-кёзеп     | Тёрёксентмиклош |
| Тиса-фельшё    | Кунхедьеш       |
| Ясшаг-альшо    | Ясапати         |
| Ясшаг-фельшё   | Ясберень        |
| Муниципалитеты |                 |
| Карцаг         |                 |
| Кишуйсаллаш    |                 |
| Мезётур        |                 |
| Сольнок        |                 |
| Туркеве        |                 |
| Ясберень       |                 |